# Rob Reckers
Rob Reckers (Eindhoven, 29 augustus 1981) is een Nederlands hockeyer, hij speelde 167 officiële interlands (47 doelpunten) voor de Nederlandse hockeyploeg. Zijn internationale seniorendebuut maakte de lichtvoetige aanvaller van Oranje Zwart op 1 mei 2002 in Duisburg, onder leiding van bondscoach Joost Bellaart, in de oefeninterland Duitsland-Nederland (1-1).
Met Oranje Zwart, de club uit Eindhoven waar hij opgroeide, beleefde Reckers zijn grootste successen. In het seizoen 2004-2005, toen OZ in de finale (best-of-three) van de play-offs in drie duels afrekende met HC Bloemendaal. In het derde en beslissende duel in Bloemendaal (1-3) nam Reckers twee van de drie treffers voor zijn rekening. Reckers werd met Oranje Zwart ook in 2014 en 2015 landskampioen. Tevens won hij in 2015 de Euro Hockey League. Na 20 jaar tophockey, waarvan 17 jaar bij de club uit zijn jeugd Oranje Zwart, beëindigt hij zijn carrière in 2016. Op 19 mei 2016 werd Reckers benoemd tot erelid van Oranje Zwart.

## Erelijst Clubs
| Jaar | Competitie                       | Resultaat                     |
| ---- | -------------------------------- | ----------------------------- |
| 2005 | Hoofdklasse hockey heren 2004/05 | Landskampioen                 |
| 2013 | Hoofdklasse hockey heren 2012/13 | verliezend finalist play-offs |
| 2014 | Hoofdklasse hockey heren 2013/14 | Landskampioen                 |
| 2015 | Hoofdklasse hockey heren 2014/15 | Landskampioen                 |
| 2016 | Hoofdklasse hockey heren 2015/16 | Landskampioen                 |

| Jaar | Toernooi           | Plaats                 | Resultaat |
| ---- | ------------------ | ---------------------- | --------- |
| 2014 | Euro Hockey League | Eindhoven, Nederland   | Zilver    |
| 2015 | Euro Hockey League | Bloemendaal, Nederland | Goud      |

## Internationale erelijst
| JAAR | TOERNOOI               | PLAATS                | RESULTAAT     |
| ---- | ---------------------- | --------------------- | ------------- |
| 2002 | Champions Trophy       | Keulen, Duitsland     | Goud          |
| 2003 | Champions Trophy       | Amstelveen, Nederland | Goud          |
|      | Europees kampioenschap | Barcelona, Spanje     | Vierde plaats |
| 2004 | Olympische Spelen      | Athene, Griekenland   | Zilver        |
|      | Champions Trophy       | Lahore, Pakistan      | Zilver        |
| 2005 | Europees kampioenschap | Leipzig, Duitsland    | Zilver        |
|      | Champions Trophy       | Chennai, India        | Zilver        |
| 2006 | Champions Trophy       | Terrassa, Spanje      | Goud          |
| 2007 | Europees kampioenschap | Manchester, Engeland  | Goud          |
| 2008 | Olympische Spelen      | Peking, China         | Vierde plaats |

Matthijs Brouwer · 
Ronald Brouwer · 
Jeroen Delmee · 
Geert-Jan Derikx · 
Rob Derikx · 
Marten Eikelboom · 
Floris Evers · 
Erik Jazet · 
Karel Klaver · 
Jesse Mahieu · 
Teun de Nooijer · 
Rob Reckers · 
Taeke Taekema · 
Klaas Veering · 
Guus Vogels · 
Sander van der Weide ·
Coach: Terry Walsh
Thomas Boerma · 
Matthijs Brouwer · 
Ronald Brouwer · 
Jeroen Delmee · 
Geert-Jan Derikx · 
Rob Derikx · 
Laurence Docherty · 
Jeroen Hertzberger · 
Robert van der Horst · 
Timme Hoyng · 
Teun de Nooijer · 
Rob Reckers · 
Taeke Taekema · 
Guus Vogels · 
Roderick Weusthof · 
Sander van der Weide ·
Coach: Roelant Oltmans